# シェフィールドFC
シェフィールドF.C.（英: Sheffield F.C.）は、イングランド・サウス・ヨークシャーのシェフィールドを本拠地とするサッカークラブ。1857年に創設され、国際サッカー連盟 (FIFA) により世界最古のクラブとして認められ、自らも「The Worlds First Football Club」と称している。アマチュアサッカリーグのノーザンプレミアフットボールリーグに所属している。

## 歴史

### 創設期

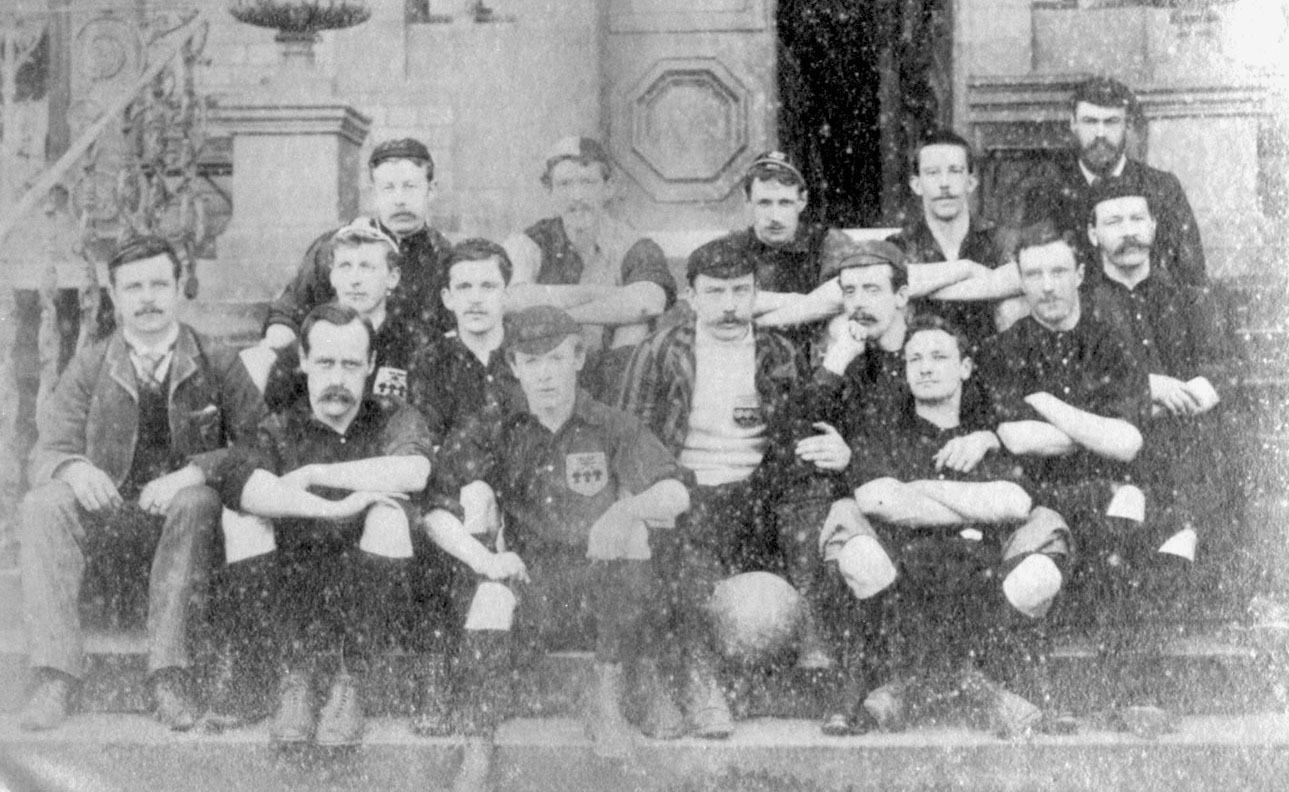
1890年のシェフィールドFCのメンバー

#### フットボールクラブの創設
1855年、シェフィールド・クリケットクラブは冬に行うチームスポーツを検討しており、会員のナタニエル・クレスウィックとウィリアム・プレストが公式のルールに基づかない略式のフットボールチームを組織した。1857年10月24日、シェフィールドのハイフィールド地区にあるパークフィールド・ハウスではっきりとした会合が行われると、フレデリック・ワード初代会長の自宅裏庭に建つ物置と温室に本部が置かれ、隣接した空き地が最初の試合会場に使われた。当初、シェフィールドFCの試合はクラブの会員同士の間で行われ、「既婚者vs未婚者」「専門職従事者vsそれ以外」などのチーム分けがなされた。

#### シェフィールド・ルール
クレスウィックとプレストはルール作りの責任を負い、1858年10月21日にシェフィールド・ルールと呼ばれるルールが制定された。当時は世界初のフットボール協会 (FA) が組織される前であり、様々な種類のフットボールがイングランドで盛んに行われていた。例えば、各地のパブリック・スクールではそれぞれ違ったルールの下にフットボールが行われており、それらは甚だしく異なっていた。シェフィールド・ルールは独特なものであり、オフサイドのルールはなかったが、コーナーキック・フリーキック・スローインが取り入れられ、ゴールポストを縄ではなく棒にするなどの取り決めがなされた。1858年に始められたオージー・フットボールのルールは様々な点でシェフィールド・ルールのフットボールと似通っている。1860年にはシェフィールドFCの近隣にハラムFC (Hallam FC) が創設され、現在も行われているハラムFCとのローカルダービーが初開催された。1862年にはシェフィールド地区に15のクラブが存在し、シェフィールド・ルールは1867年に創設されたシェフィールド・フットボール協会に採用された。1863年11月30日、シェフィールドFCはFAの一員となったが、自らが規定したシェフィールド・ルールを使用し続けた 。1865年1月2日、シェフィールドFCはノッティンガムのクラブと試合を行ったが、初めてシェフィールド外のクラブとの対戦となった試合は18人対18人でのノッティンガム・ルールにて行われた。残りのシーズンもノッティンガム・フォレストFCやリンカーン・シティFCと試合を行った。1866年3月31日、シェフィールドFCはバターシー・パーク (Battersea Park) にてロンドンのクラブと試合を行い、その試合にはシェフィールド・ルールとは異なるFAのルールが使われた。その試合はそれぞれ11人の選手が出場し、ロンドンのクラブが2-0で勝利した。シェフィールドFCがシェフィールド・ルールを使い続けるのには問題もあり、1867年にはシェフィールドFCが提案したいくつものルールがFAによって却下され、最終的に1878年にはシェフィールドFCはFAのルールを受け入れた。FAカップでは1870年代に3度準々決勝に進出した。1873年のFAカップではコイントスによりシュロップシャー・ワンダラーズFC (Shropshire Wanderers FC) に敗れたが、同大会でコイントスによって勝敗が決定したのはこの時のみである。

#### 創設期の著名選手
シェフィールドFCは3人のイングランド代表選手を輩出している。チャールズ・クレッグ (John Charles Clegg) は1872年のスコットランド戦で代表デビューし、ジョン・オーウェン (John Robert Blayney Owen) は1874年に、ジョン・ハドソン (John Hudson) は1883年にデビューしている。3人とも代表での出場試合数は1試合のみである。クレッグはFAの会長と代表を歴任している。

#### サーズデイ・ワンダラーズ
シェフィールド・チャレンジカップでプレーしたいシェフィールドFCの選手によって設立されたのがサーズデイ・ワンダラーズである。シェフィールドFCはいかなる場合も地元のクラブと試合をしないことを決めていたため、シェフィールドFCの多くの選手がサーズデイ・ワンダラーズの選手としてプレーした。このクラブは1876-77シーズンから1878-79シーズンまで活動し、1878-79シーズンにはチャレンジカップで優勝している。1879年の活動停止後、1880年代初頭には一時的に活動を行っていた。

#### 他クラブのプロ化
1885年7月にサッカークラブのプロ化が導入されるが、アマチュアクラブであるシェフィールドFCはその頃から衰退が始まり、プロに移行したアストン・ヴィラFC、ノッティンガム・フォレストFC、ノッツ・カウンティFCとの競争に敗れた。プロクラブの容認後、シェフィールドFCはイングランドサッカー協会にアマチュアクラブのみが参加できるカップ戦の創設を提案すると、それはFAアマチュアカップ (FA Amateur Cup) として反映され、シェフィールドFCは1903-04シーズンに初めてそのタイトルを獲得した。

### 第二次世界大戦後
1949年、シェフィールドFCはヨークシャー・リーグに加盟した。ヨークシャー・リーグに33年間在籍し、1975-76シーズンにディヴィジョン2（このリーグにおける3部）優勝を果たした。1976-77シーズンのFAヴェイス（9部以下のクラブが参加する大会）ではウェンブリー・スタジアムで行われる決勝に進出した。1988-89シーズンと1990-91シーズンにディヴィジョン1（このリーグにおける2部）優勝を果たし、1991年から2007年までプレミアディヴィジョン（このリーグにおける1部）に在籍した。2006-07シーズンはプレミアディヴィジョンを過去最高の2位で終え、ナショナルリーグシステムの再編成の結果、2007-08シーズンからノーザン・プレミアリーグのディヴィジョン1で戦うことを受け入れた。

### 21世紀以降

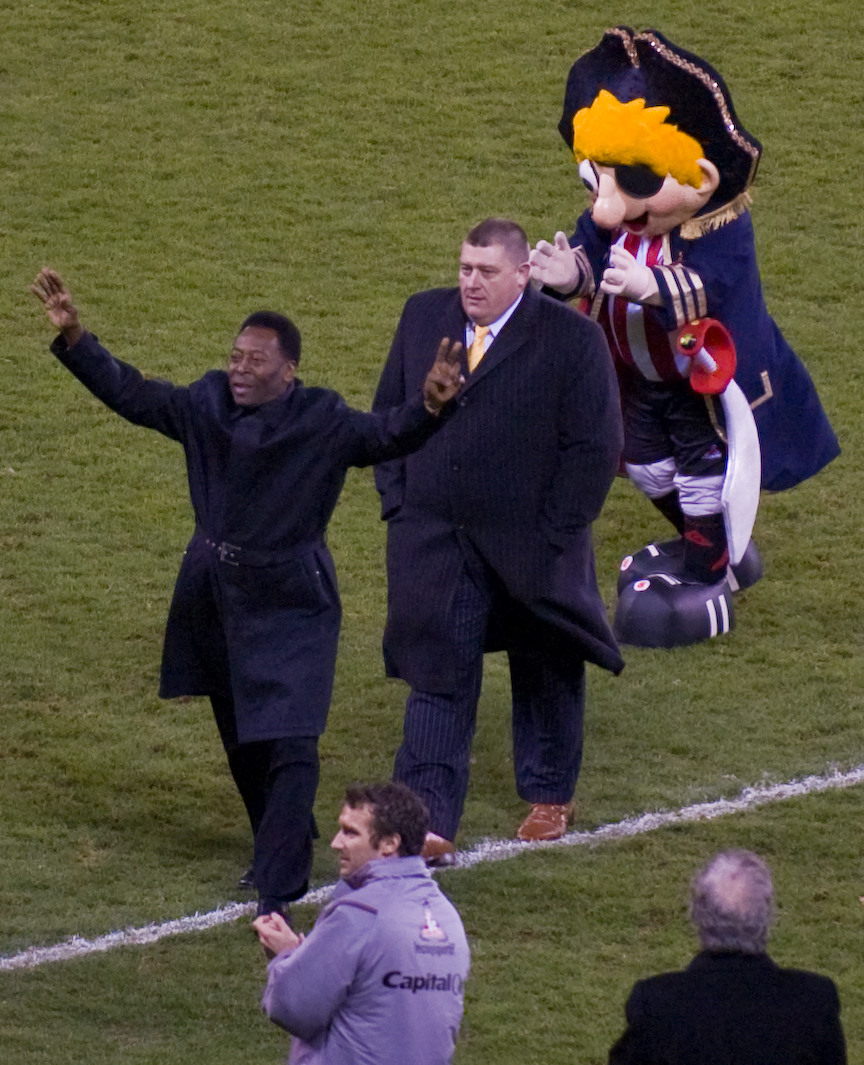
創設150周年記念のインテル戦を観戦するペレ

現在、シェフィールドFCはダービーシャーのドロンフィールドにあるコーチ・アンド・ホーセズ・グラウンド(Coach and Horses Ground)で試合を行っている。このグラウンドはクラブにとって初の自家所有グラウンドである。2つのシニアチームと9つのジュニアチーム、1つの女子チーム（ノートンFCと合併して作られた）、1つの身体障害者チーム、低所得者チームなど、全部で26のチームを抱えている。クラブは会員の勧誘活動を行っており、著名な会員にスヴェン＝ゴラン・エリクソン（元イングランド代表監督）やゼップ・ブラッター（国際サッカー連盟会長）やマイケル・ヴォーン (Michael Vaughan)（元クリケット選手）などがいる。

### 創設150周年記念行事
1997年に就任したリチャード・ティムズ会長はスポンサー獲得に尽力し、あらゆる方法でクラブの知名度を高めた。その結果、2004年には開かれた国際サッカー連盟 (FIFA) 創立100周年記念行事にシェフィールドFCが招待され、UEFAチャンピオンズリーグで20世紀中に9度優勝したレアル・マドリードとともにFIFA功労賞を受賞した。2007年11月、150周年記念親善試合としてイタリアのインテルナツィオナーレ・ミラノ（インテル）と対戦し、「サッカーの王様」と称されるペレも招待された
。会場のブラモール・レーンには18,741人が来場し、DFマルコ・マテラッツィやFWマリオ・バロテッリが出場したインテルが5-2で勝利した。150周年記念日当日には礼拝とパーティが行われ、ジェフ・トンプソン (Geoff Thompson)（元イングランドサッカー協会会長）やジェフ・ハースト（元イングランド代表）などが出席した。2008年4月13日にはオランダのAFCアヤックスと親善試合を行い、シェフィールドFCが2-0で勝利した。この試合もブラモール・レーンで行われ、5000人の観客を集めた。

## 本拠地
シェフィールドFCはシェフィールドにある様々なグラウンドで試合を行っている。創設してしばらくはストロベリー・ホール・レーン・パークでプレーしていたが、初期にプレーしたグラウンドはどれもクラブの所有物ではなかった。その後も、ニューホール・アスレティック・グラウンド、オールド・フォージ・グラウンド、エクレサル・ロードのハンターズ・バー近くのグラウンドなど、色々なグラウンドを回った。1990年代にはヒルズボロ・パーク、オーラートン・スタジアム、ドン・バレー・スタジアムなどでプレーし、2001年に現在使用しているドロンフィールドのコーチ・アンド・ホーセズ・グラウンドに移った。現在の収容人数は1200人であり、スポンサー契約企業の名前を借りてBTローカル・ビジネス・スタジアムという名称で知られている。以前はブライト・ファイナンス・スタジアムという名称だった。

## タイトル

### 国内タイトル
- FAアマチュアカップ
  - 優勝: 1903-1904
- ヨークシャー・リーグ
  - 2部優勝: 1976-1977
  - リーグカップ優勝: 1977–-1978
- ウィットブレッド・トロフィー
  - 優勝: 1987-1988
- ノーザン・カウンティ・イーストリーグ
  - 1部優勝: 1988–89, 1990–91
  - リーグカップ優勝: 2000–01, 2004–05
- シェフィールド&ハラムシャー・シニアカップ
  - 1993-1994, 2004-2005, 2005-2006, 2007-2008, 2009-2010

### 国際タイトル
なし

## 歴代所属選手
- チャールズ・クレッグ (John Charles Clegg) - 1870年代
- ジョン・オーウェン (John Robert Blayney Owen) - 1870年代
- ジョン・ハドソン (John Hudson)

## 歴代監督
- クリス・ドルビー

## 歴代会長
- フレデリック・ワード 1857-?
  - 初代会長
- リチャード・ティムズ 1997-
  - 印刷会社経営[4]